# Hendrik Dubbels

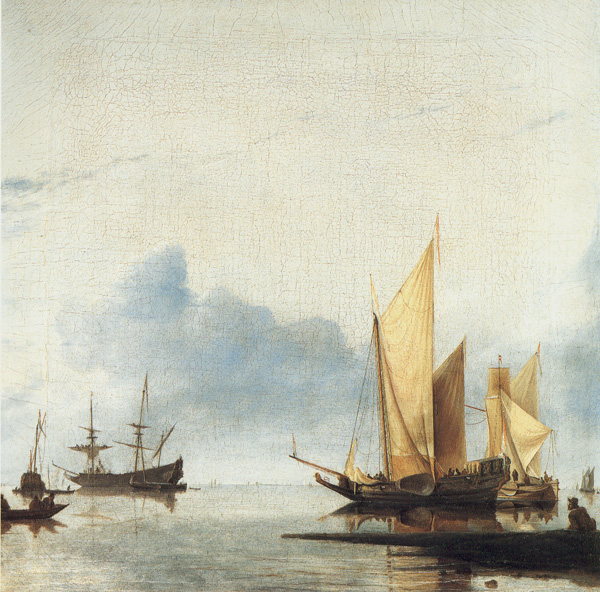
Jacht i inne statki, ok. 1660–1670

Hendrik Jacobsz. Dubbels (ur. w kwietniu 1621 w Amsterdamie, zm. 20 października 1707 tamże) – holenderski malarz.

## Życiorys
Ochrzczony 2 maja 1621 w Amsterdamie. Był nauczycielem Ludolfa Bakhuysena, pracował też dla innych malarzy marynistów, m.in. Simona de Vliegera i Jana van de Cappelle.

## Twórczość
Dubbels malował przede wszystkim mariny i zimowe pejzaże Holandii. Chętnie wykorzystywał efekty luministyczne, a jego obrazy wyróżnia subtelny i poetycki nastrój.

## Wybrane prace
(wg źródła)
- Spokojna toń
- Flota na redzie portu Texel
- Port o zachodzie słońca